# 大阪情報コンピュータ高等専修学校
大阪情報コンピュータ高等専修学校（おおさかじょうほうコンピュータこうとうせんしゅうがっこう、英称：Osaka Information and Computer Science High School・英略：OIC）は、大阪府大阪市生野区に所在する高等専修学校である。

## 概要
本校は天王寺区に所在する大阪情報コンピュータ専門学校（OIC）の系列校で、1992年にOICから独立して開校した。

### 特色
情報処理系や商業系のコースなどを設置している。
また、資格取得も推進しており、商業高校で一般的な全商が主催する「英語検定」・「情報処理検定」・「ビジネス文書実務検定」・「ITパスポート試験」をはじめ、全経の主催する「簿記能力検定試験」やAMEI主催の「MIDI検定」を受験することが可能となっている。

## 設置課程
（2018年度現在）
- 定時制課程
  - IT総合学科
    - ITビジネスコース（商業系）
    - ゲームコース（情報処理系・設置：2003年）
    - マンガ・アニメコース（デザイン系）
    - ボーカロイド・ムービーコース（映像系）

### 廃止された課程
- 定時制課程
  - 情報処理技術科（廃止：2002年）

## 沿革
- 1992年（平成4年）大阪情報コンピュータ専門学校より独立し開校。
- 1999年（平成11年）第46回全国高等学校定時制・通信制軟式野球大会 大阪大会 第3位
- 2001年（平成13年）転編入学制度導入
- 2002年（平成14年）情報処理技術科をIT総合学科に変更・3コース制を実施
- 2003年（平成15年）ゲームコース新設
- 2006年（平成18年）選択科目制度導
- 2009年（平成21年）ゲーム ・ マンガおよびアニメ・ITビジネス・CGアートの4コース制に学科再編
- 2011年（平成23年）全国高等学校漫画選手権大会（まんが甲子園）
- 2016年（平成28年）ボーカロイド・ムービーコース新設

## 関係学校

### グループ校
- 大阪情報コンピュータ専門学校（大阪・天王寺区）

### 姉妹校
- 大阪経済法科大学（大阪・八尾市）